# Перші Вурманкаси
Перші Вурманка́си (рос. Первые Вурманкасы, чув. Вăрманкас Пайкилт) — присілок у складі Цівільського району Чувашії, Росія. Входить до складу Ігорварського сільського поселення.
Населення — 154 особи (2010; 175 у 2002).
Національний склад:
- чуваші — 100 %

Стара назва — Вурманкаси 1-і.